# Pseudoterpna nigrolineata
Pseudoterpna nigrolineata är en fjärilsart som beskrevs av Leo Schwingenschuss 1918. Pseudoterpna nigrolineata ingår i släktet Pseudoterpna och familjen mätare. Inga underarter finns listade.